# ロッド (単位)
ロッド(rod)・ポール(pole)・パーチ(perch)は、ヤード・ポンド法における長さの単位である。複数の名称があるがどれも同じ長さで、16.5フィートである。イギリスではフィートとして国際フィート（正確に0.3048メートル）を用いるので、1ロッドは正確に 5.0292メートルである。これに対してアメリカでは、ロッドは公式には測量フィート（正確に1200/3937メートル = 約0.304 800 609 601 219 メートル）に基づく単位であるので、1ロッドは約5.029 210 048メートルである。
ロッドは、チェーンの4分の1、ハロンの40分の1である。1チェーン×1ハロンの面積を1エーカーという。すなわち、1エーカーは160平方ロッドである。
ロッド・ポール・パーチはどれも竿や杖などの棒状のもののことであり、測量のために用いた棒（日本でいう「間竿（けんざお）」）の長さに由来する。かつては、4分の1チェーンの長さの金属製の棒が土地の測量に用いられていた。
ロッドは、カヌーの分野では今でも用いられている。それは、カヌーの長さがほぼ1ロッドであるためである。
「パーチ」は、長さの単位としてだけでなく、面積や体積の単位としても用いられる。面積の単位としては一辺1パーチ（ロッド）の正方形の面積である。体積の単位としては、16.5フィート×1.0フィート×1.5フィート（24.75立方フィート、約0.70立方メートル）で、石細工の分野で用いられる。